# 沃羅納河 (維斯特里察-納德維爾尼揚斯卡河支流)

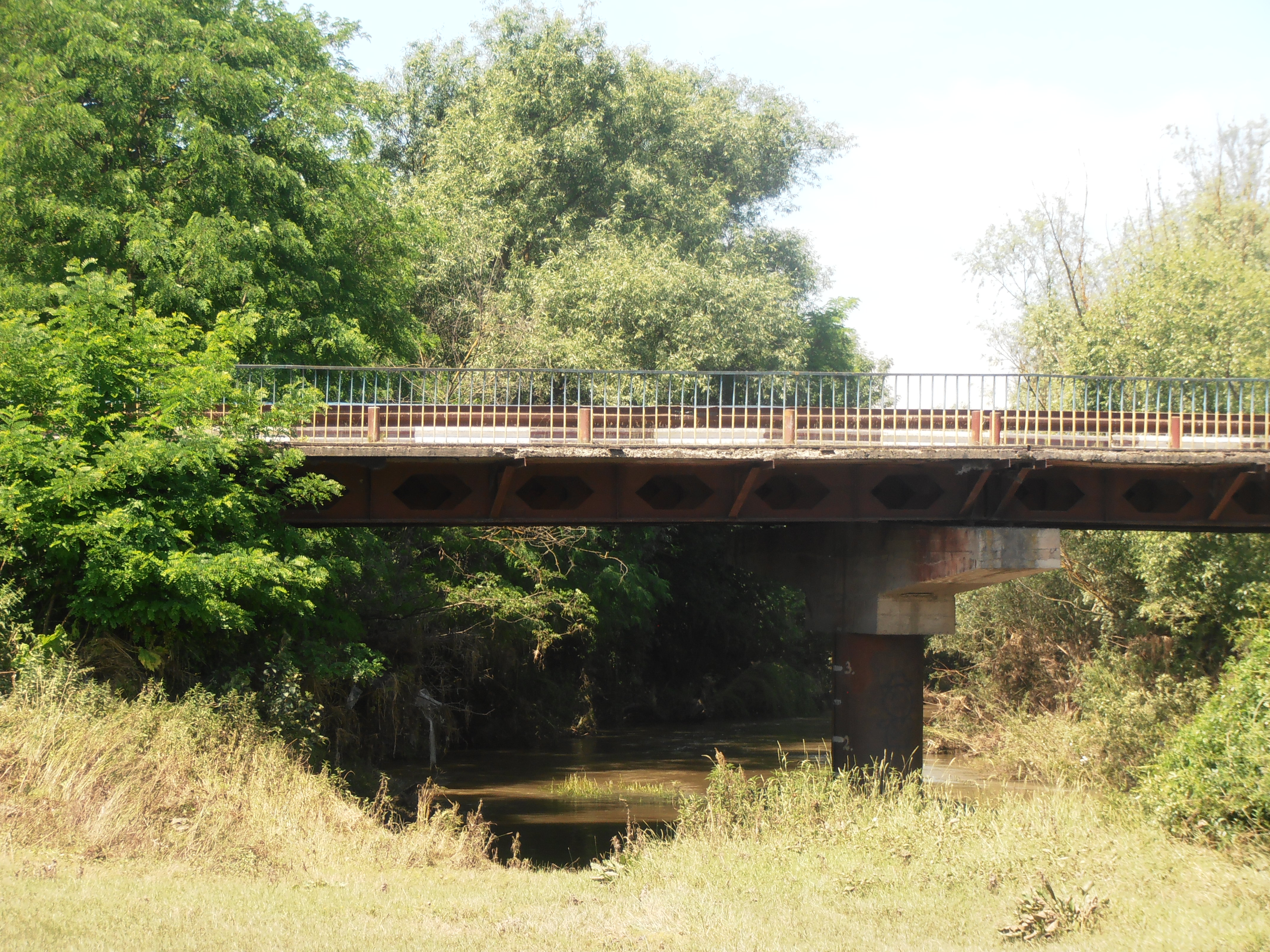
沃羅納河

沃羅納河（烏克蘭語：Ворона），是烏克蘭的河流，位於該國西部，屬於維斯特里察-納德維爾尼揚斯卡河的支流，發源自纳德维尔纳東南面，流經伊萬諾-弗蘭科夫斯克州，河道全長81公里，流域面積699平方公里。